# Ракетные крейсера типа «Бостон»
Ракетные крейсера типа «Бостон» (англ. Boston class cruisers) — два переоборудованных ЗРК «Терьер» тяжёлых крейсера типа «Балтимор». Корабли этого типа стали первыми в мире ракетными крейсерами.

## История

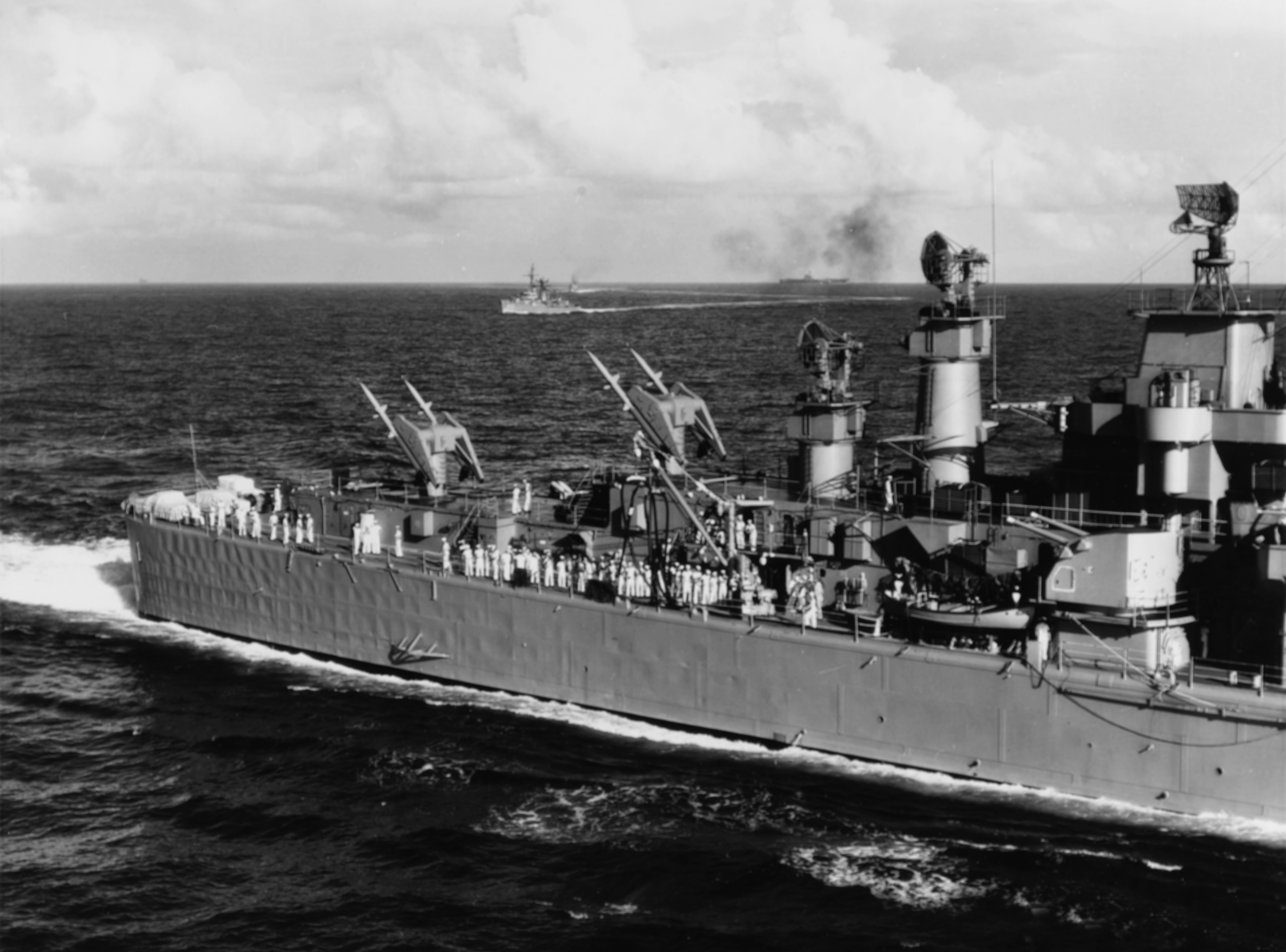
Кормовая часть крейсера «Бостон» с пусковыми установками ЗРК «Терьер», 1959 год

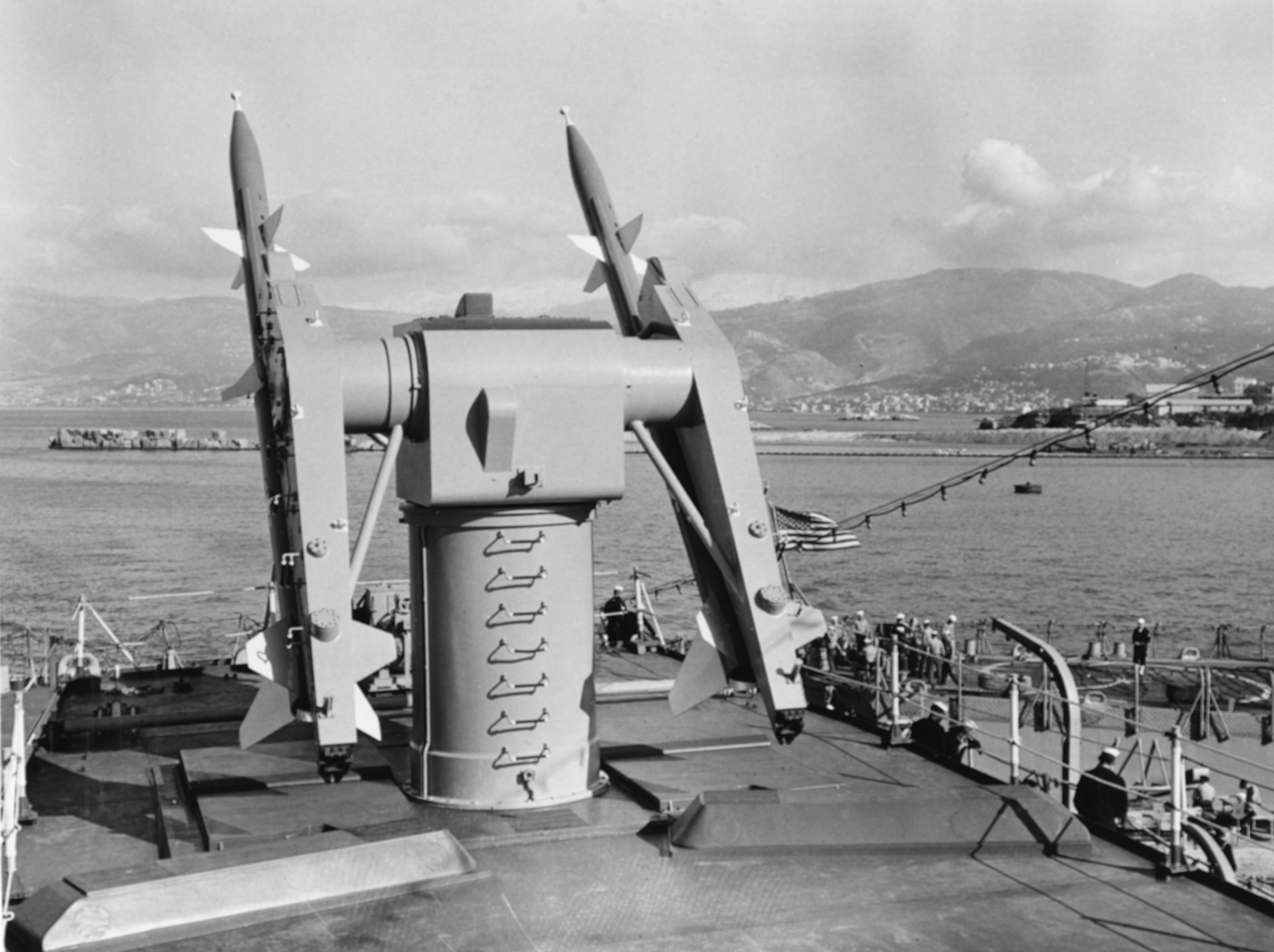
ПУ ЗРК «Терьер» на крейсере «Бостон»

C появлением после окончания Второй мировой войны новых средств поражения кораблей (скоростные реактивные самолёты, крылатые ракеты) возникла насущная необходимость в разработке корабельного зенитного ракетного оружия. Ствольная зенитная артиллерия не могла более уверенно справляться с скоростными реактивными машинами, чья скорость приближалась к скорости звука.
После отказа от морально устаревшего ЗРК Lark, разрабатываемого с 1944 года, ВМФ США в рамках программы «Bumblebee» разработал ряд новых видов управляемого зенитного оружия, первым из которых стал ЗРК среднего радиуса действия RIM-2 Terrier.
Хотя инженеры считали, что для базирования ракет нужны будут специализированные корабли, ВМФ США решил первоначально ограничиться перестройкой уже имеющихся единиц. Причина была в основном экономической, флот США после войны был крупнейшим и сильнейшим в мире, и Конгресс отказывался финансировать постройку новых крупных единиц в то время, когда большинство наличных было спущено со стапеля лишь недавно. В результате, было решено воспользоваться для переделки находившимися в хорошем техническом состоянии многочисленными тяжёлыми крейсерами типа «Балтимор», многие из которых были поставлены в резерв сразу после войны.
.

## Модернизация
Первыми кораблями, на которые были установлены ЗРК «Терьер», стали тяжёлые крейсера типа «Балтимор» — CA-69 «Бостон» и CA-70 «Канберра». После переоборудования они получили номера CAG-1 и CAG-2 и стали первыми в мире ракетными крейсерами.
Оба корабля были выведены из резерва и поставлены на модернизацию в 1952 году. Первоначальный проект предусматривал полную перестройку кораблей с демонтажем всей артиллерии ГК, но с целью снижения технического риска решено было ограничиться заменой только кормового вооружения.
В ходе модернизации, кормовая башня 203-мм орудий, включая бронированные барбеты, а также спаренная кормовая 127-мм/38 артустановка были демонтированы. На их месте инженеры ВМФ США смонтировали две двухбалочные пусковые установки Mk-4 ЗРК «Терьер».
Перед пусковыми установками, на надстройке корабля, были смонтированы на конических трубчатых опорах располагались два радара наведения ракет. На CAG-1 это были Mark 25 Mod 7, на CAG-2 вместо них стояли более новые SPQ-5. Наведение ракет основывалось на принципе "осёдланный луч", то есть ракета двигалась в расчётную точку перехвата по линии, описываемой вращающимся узким лучом радара. В результате, крейсер мог одновременно обстреливать не более двух целей. Монтаж двух пусковых установок был обусловлен главным образом желанием повысить скорострельность (каждая установка перезаряжалась 30 секунд, установка двух позволяла уменьшить промежуток между залпами до 15 секунд), и обеспечить возможность стрелять двухракетными залпами.
На решётчатой фок-мачте разместили поисковый радар AN/SPS-8, а на новой шестовой грот-мачте — радар целеуказания CXRX в полусферическом колпаке. За время карьеры, радарное оснащение обоих кораблей неоднократно перестраивалось.
Носовая часть кораблей с её 203-миллиметровыми и 127-мм/38 артустановками осталась практически неизменной. Были проведены лишь те переделки, которые были необходимы для расположения электронного оборудования зенитно-ракетного комплекса.
В качестве дополнительного вооружения на кораблях смонтировали дополнительно 6 спаренных 76-мм/50 зенитных автоматических орудий.

## Состав серии
| Название | Номер             | Верфь                                             | Заказан               | Заложен    | Спущен     | В строю                          | Списан                |
| -------- | ----------------- | ------------------------------------------------- | --------------------- | ---------- | ---------- | -------------------------------- | --------------------- |
| Boston   | CA-69 CAG-1 CA-69 | Bethlehem Steel, Quincy N.Y. Shipbuilding, Camden | 01.07.1940 04.12.1951 | 30.06.1941 | 26.08.1942 | 30.06.1943 01.11.1955 05.1968    | 12.03.1946 05.05.1970 |
| Canberra | CA-70 CAG-2 CA-70 | Bethlehem Steel, Quincy N.Y. Shipbuilding, Camden | 01.07.1940 28.01.1952 | 03.09.1941 | 19.04.1943 | 14.10.1943 01.06.1956 01.05.1968 | 07.03.1947 02.02.1970 |

Первая строка для каждого корабля — данные жизненного цикла в варианте тяжёлого крейсера.
Вторая строка — переоборудование в ракетный крейсер.
Третья строка — реклассификация в тяжёлый крейсер. Реклассификация не сопровождалась модернизацией и выводом кораблей из состава флота.

## Карьера
Оба корабля вступили в строй в 1955—1956 году. Первоначально, они в основном рассматривались как экспериментальные единицы. «Бостон» провёл большую часть своей карьеры в составе Средиземноморского Флота. «Канберра» совершила в 1960 кругосветное плавание с целью демонстрации технических возможностей ВМФ США широкой публике в союзных странах.
Оба корабля участвовали во Вьетнамской Войне. Ввиду того, что их зенитные комплексы уже рассматривались как устаревшие, корабли в основном привлекались к задаче артиллерийской поддержки войск своими 203-миллиметровыми и 127/38-мм артустановками. В мае 1968 года оба корабля были переименованы из CAG обратно в CA, то есть тяжёлые крейсера (хотя их зенитное вооружение не демонтировалось). Оба они в итоге были выведены в резерв в 1970 году, и списаны на слом к 1978.